# Bière (Vaud)
Pour les articles homonymes, voir Bière (homonymie).
Bière (/bjɛʀ/) est une commune suisse du canton de Vaud, située dans le district de Morges.

## Géographie

### Situation

Photo aérienne (1949).

Le village de Bière se situe sur un plateau au pied du Jura, au pied est du Mont Tendre, à 23 km à l'ouest de Lausanne et à 6,5 km au nord-ouest d'Aubonne.
La commune s'étage d'une altitude de 569 mètres à la confluence du Toleure et de l'Aubonne à 1 606 mètres au Grand Cunay. Le Veyron et l'Aubonne prennent leur source sur la commune.
Son territoire s'étend sur 25,01 km2. Lors du relevé de 2013-2018, les surfaces d'habitations et d'infrastructures représentaient 7,3 % de sa superficie, les surfaces agricoles 37,7 %, les surfaces boisées 51,6 % et les surfaces improductives 3,3 %.
| Le Chenit | Berolle | Ballens      |
| Gimel     | Bière   | Yens         |
| Saubraz   | Aubonne | Saint-Livres |

### Transports

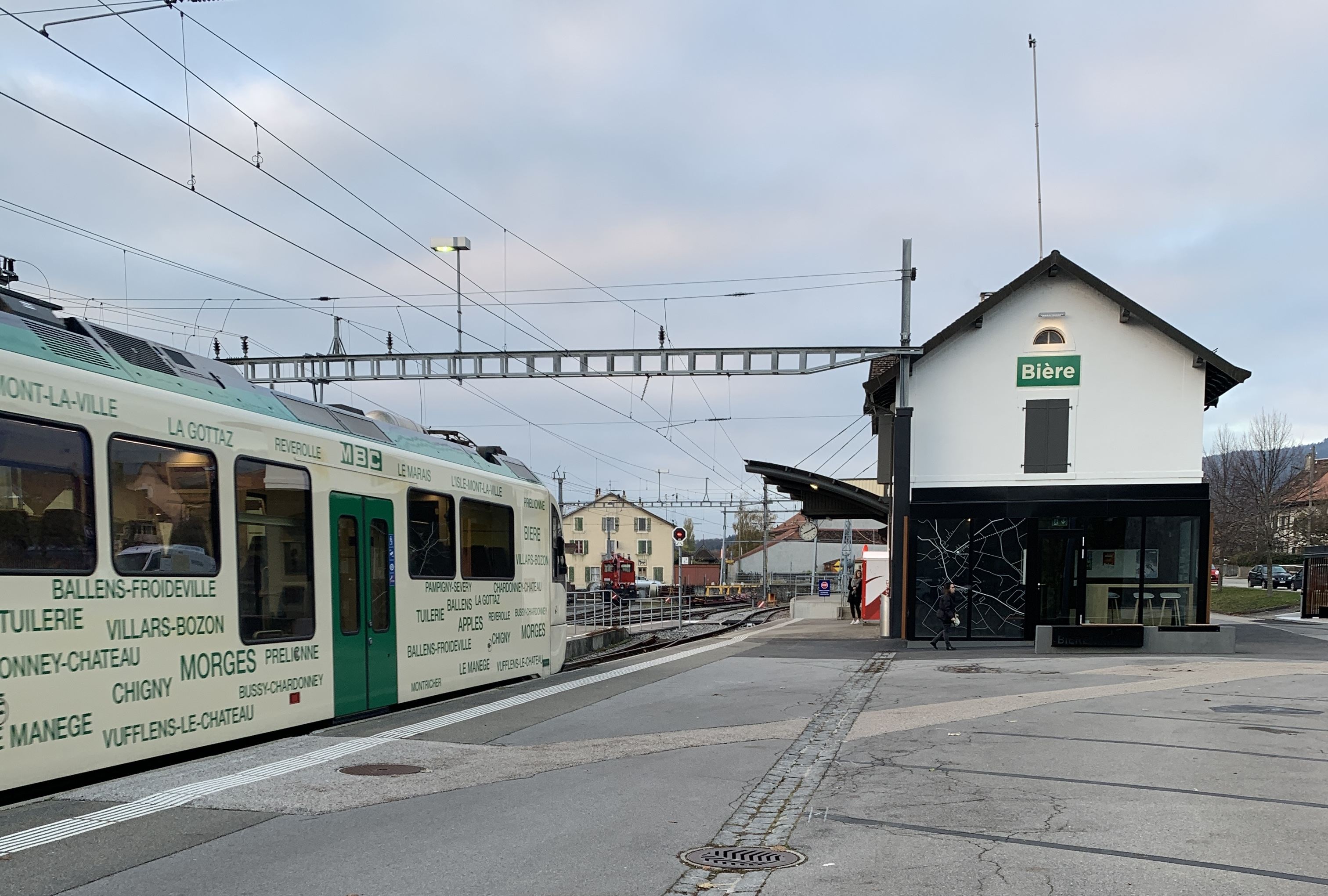
Gare de Bière.

Bière accueille le terminus du chemin de fer Bière-Apples-Morges, qui rejoint le réseau ferroviaire des Chemins de fer fédéraux suisses à Morges depuis 1895.
Bière est à une dizaine de kilomètres des sorties 15 (Morges ouest) et 14 (Allaman) de l'autoroute A1. L'embranchement sud-est de la route du col du Marchairuz part de Bière. Il existe des liaisons par bus avec Mollens, Montricher et L'Isle.

## Toponymie
Le nom de la commune, qui se prononce /bjɛʀ/, dérive soit du nom de personne latin Ber(r)ius, soit de l’ancien français bière, qui désigne une « plaine » ou un « lieu couvert de broussailles » voire des forêts.
Il existe également une légende explicative, conservée par le Cartulaire de Lausanne : « À la mort de l’évêque saint Protais, survenue dans une forêt située au-dessus du village de Bière, son corps aurait été recueilli et transporté sur une petite civière. Plus loin, à Bière, on en fit une plus grande et plus convenable, et de là ce village aurait tiré son nom ».
La première occurrence écrite du toponyme date de 1095 à 1108, sous la forme de Bieria.

## Histoire

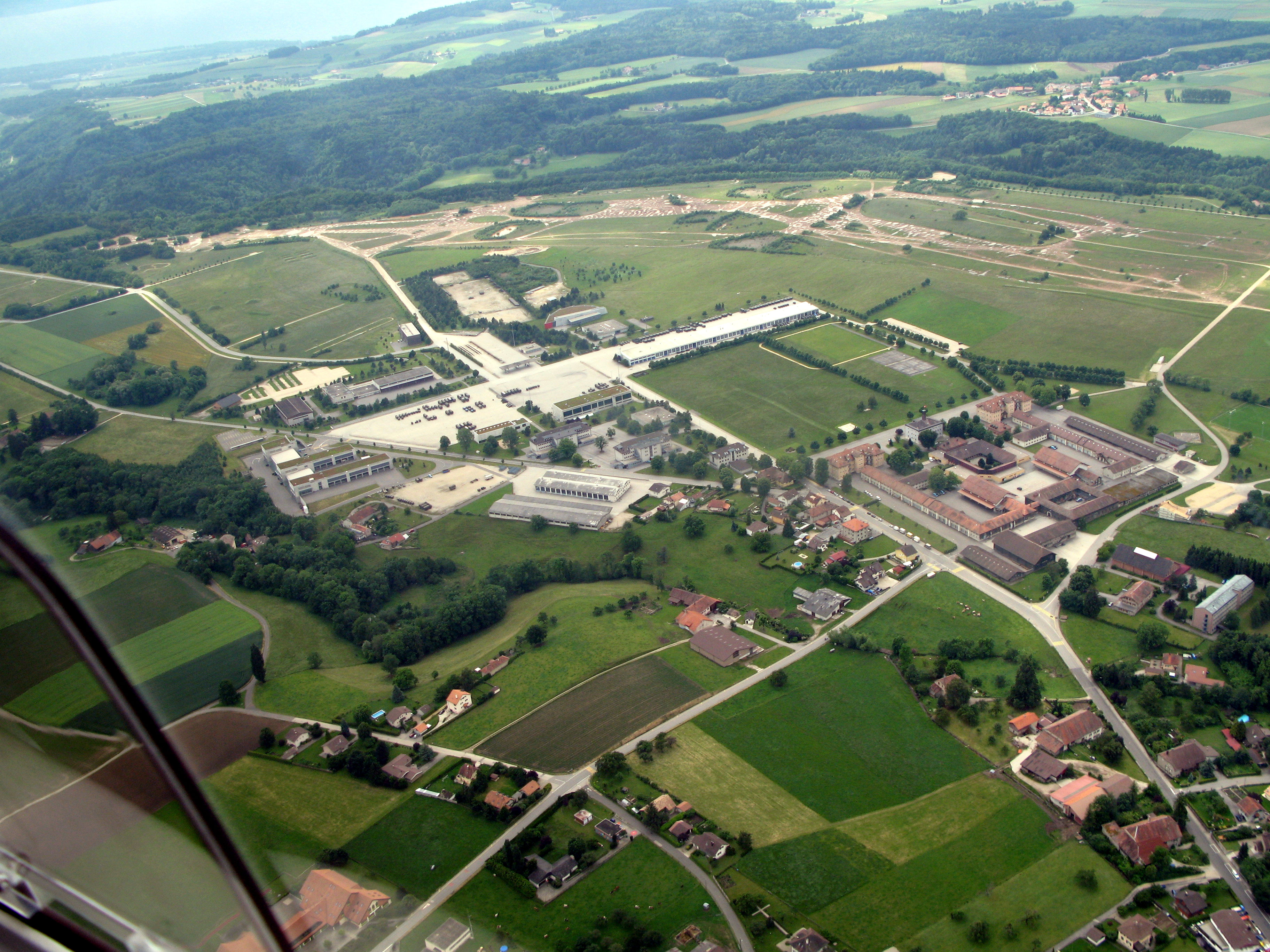
La place d'arme de Bière.

La commune abrite des vestiges d'un camp fortifié romain et des sépultures du haut Moyen Âge.
Plusieurs familles y possédaient des fiefs. Le village se développe au XIIe siècle grâce au prieuré du Grand-Saint-Bernard et à la Confrérie du Saint Esprit, qui joue un rôle important dans la création de l'administration communale. Après 1536, les biens du prieuré érigé en seigneurie, assortie d'une justice de neuf membres, sont acquis par l'avoyer de Berne Hans Steiger.
Un incendie détruit partiellement le village le 13 octobre 1705[réf. nécessaire]. Au XVIIIe siècle, la seigneurie devient propriété du Hollandais Fabrice Burmann, puis successivement des banquiers genevois Georges-Tobie Thellusson et Jacques Necker. Les archives du château sont détruites par les Bourla-Papey en 1802. Jusqu'en 1798, la commune est administrée par un Conseil des XII et relève du bailliage de Morges.

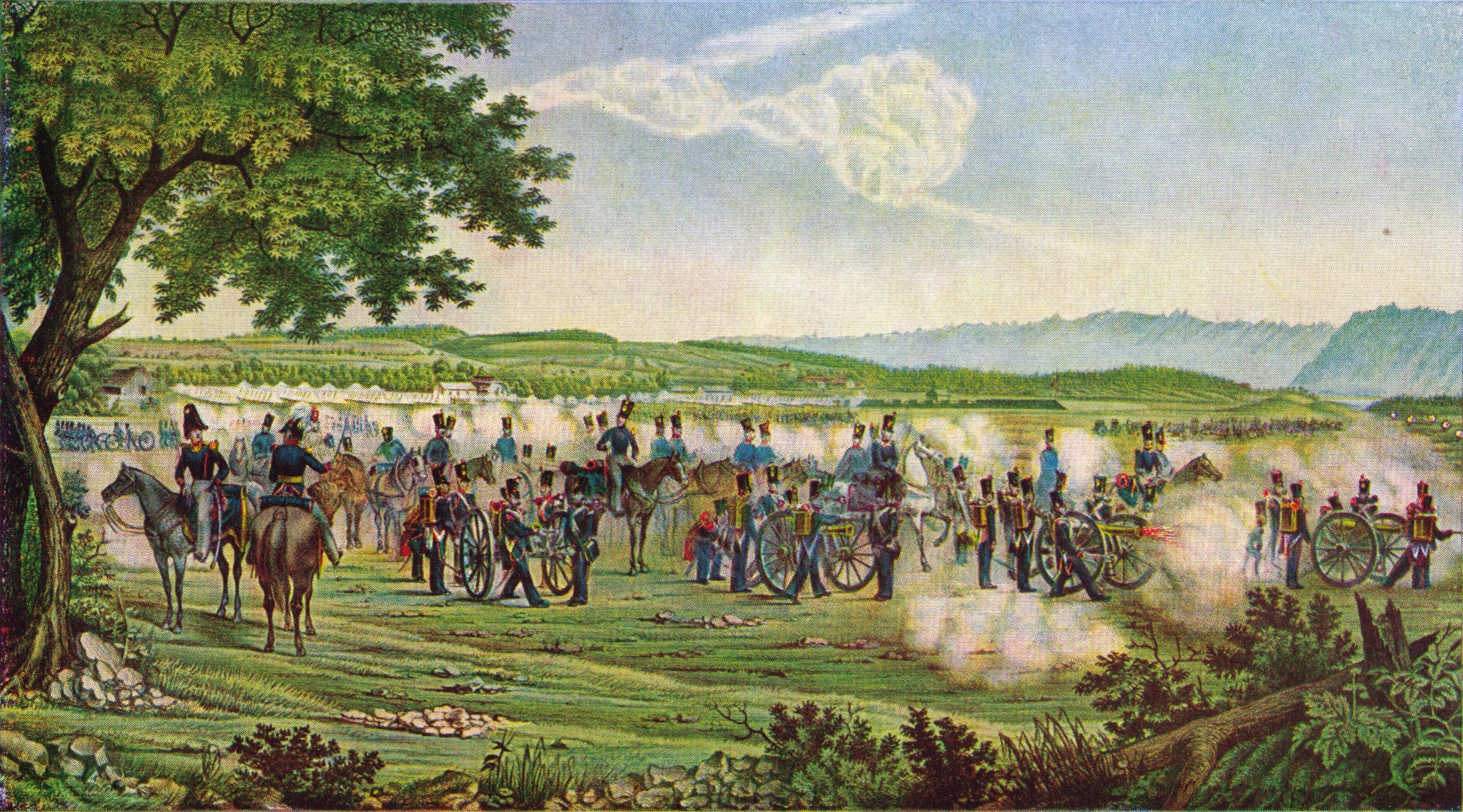
Camp fédéral de Bière de 1833.

L'armée fédérale suisse utilise des terrains de la commune à partir de 1822, depuis le 2e camp fédéral de tactique organisé en août 1822, après celui de Wohlen en 1820. L'artillerie s'installe en 1864. Les casernes sont construites en 1874. Aujourd'hui[Depuis quand ?], la place d'arme accueille les écoles de recrues d'infanterie et d'artillerie, ainsi que le Centre d'Instruction de l'Artillerie Ouest.
Bière est relié à la ligne ferroviaire Lausanne-Genève à partir de 1895 par le train Bière – Apples – Morges.

## Population et société

### Gentilé
Les habitants de la commune se nomment les Birolans (plus rarement : Birolens, Bierolens ou Birolands).

### Démographie

#### Évolution de la population
Bière compte 1 674 habitants au 31 décembre 2022 pour une densité de population de 67 hab/km2. Sur la période 2010-2019, sa population a augmenté de 7,6 % (canton : 12,9 % ; Suisse : 9,4 %).  

#### Pyramide des âges
En 2020, le taux de personnes de moins de 30 ans s'élève à 35,3 %, similaire à la valeur cantonale (35 %). Le taux de personnes de plus de 60 ans est quant à lui de 22,3 %, alors qu'il est de 21,9 % au niveau cantonal.
La même année, la commune compte 824 hommes pour 797 femmes, soit un taux de 50,8 % d'hommes, supérieur à celui du canton (49,1 %).
| Hommes | Classe d’âge | Femmes |
| ------ | ------------ | ------ |
| 0,6    | 90 ans ou +  | 2,1    |
| 5,7    | 75 à 89 ans  | 7,7    |
| 13,6   | 60 à 74 ans  | 14,8   |
| 22,1   | 45 à 59 ans  | 22,2   |
| 20,1   | 30 à 44 ans  | 20,6   |
| 22,0   | 15 à 29 ans  | 18,1   |
| 15,9   | - de 14 ans  | 14,6   |

| Hommes | Classe d’âge | Femmes |
| ------ | ------------ | ------ |
| 0,5    | 90 ans ou +  | 1,4    |
| 6,1    | 75 à 89 ans  | 8,2    |
| 13,3   | 60 à 74 ans  | 14,3   |
| 21,5   | 45 à 59 ans  | 21,2   |
| 22,0   | 30 à 44 ans  | 21,4   |
| 19,6   | 15 à 29 ans  | 18,0   |
| 16,9   | - de 14 ans  | 15,5   |

## Économie

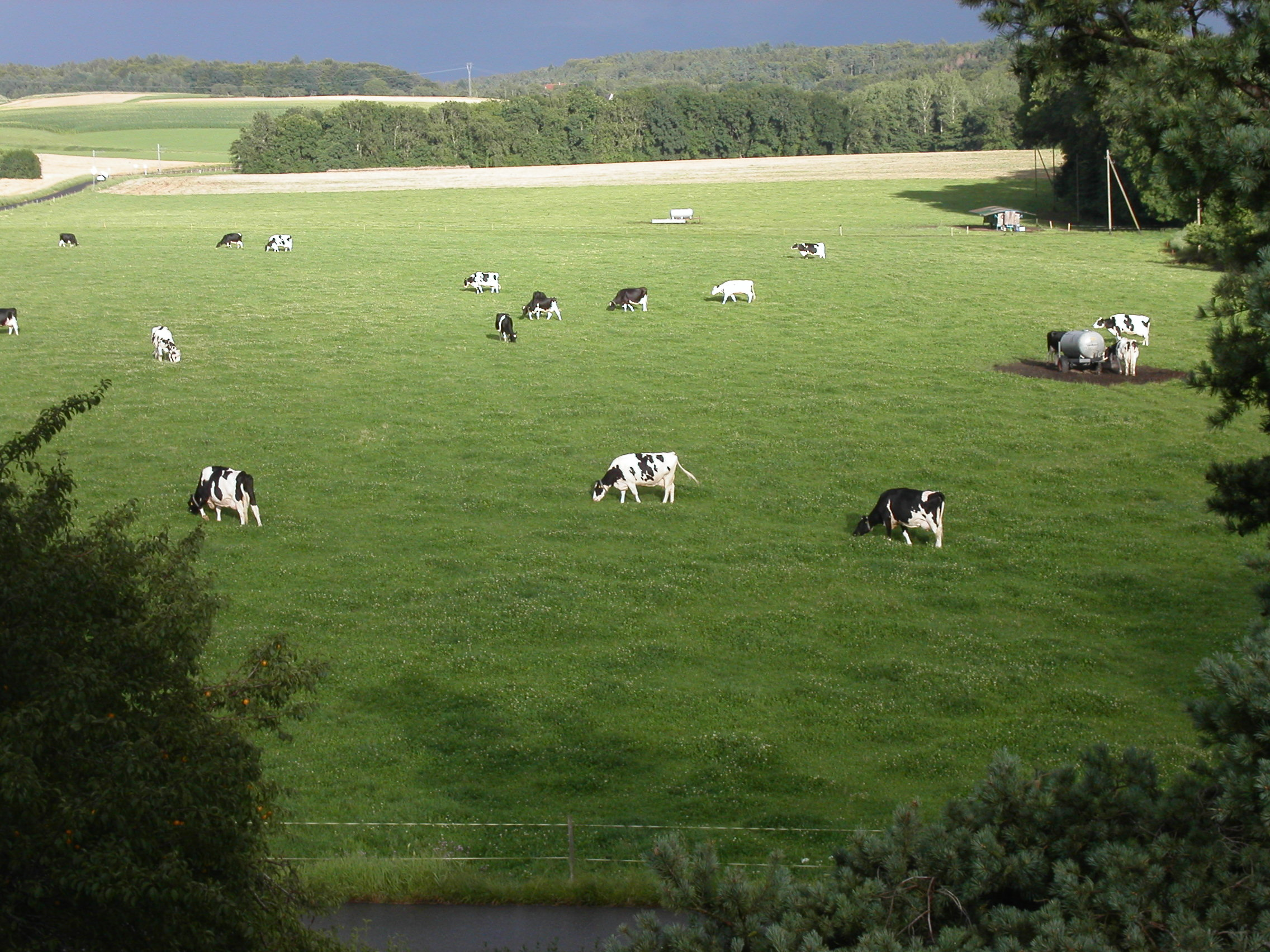
Vaches dans un pré de Bière.

En 2008, Bière conserve une activité rurale significative avec 17 producteurs de lait, mais également une grande diversité de commerces (laiterie-fromagerie, boucherie-charcuterie, boulangerie, supermarché, magasins de sports, fleuriste, pharmacie, restaurants, brasserie artisanale).
À Bière se trouve une des principales places d'arme de Suisse romande. Enfin, à Bière habitent des travailleurs pendulaires de Morges et Lausanne.

## Culture et patrimoine

### Patrimoine bâti

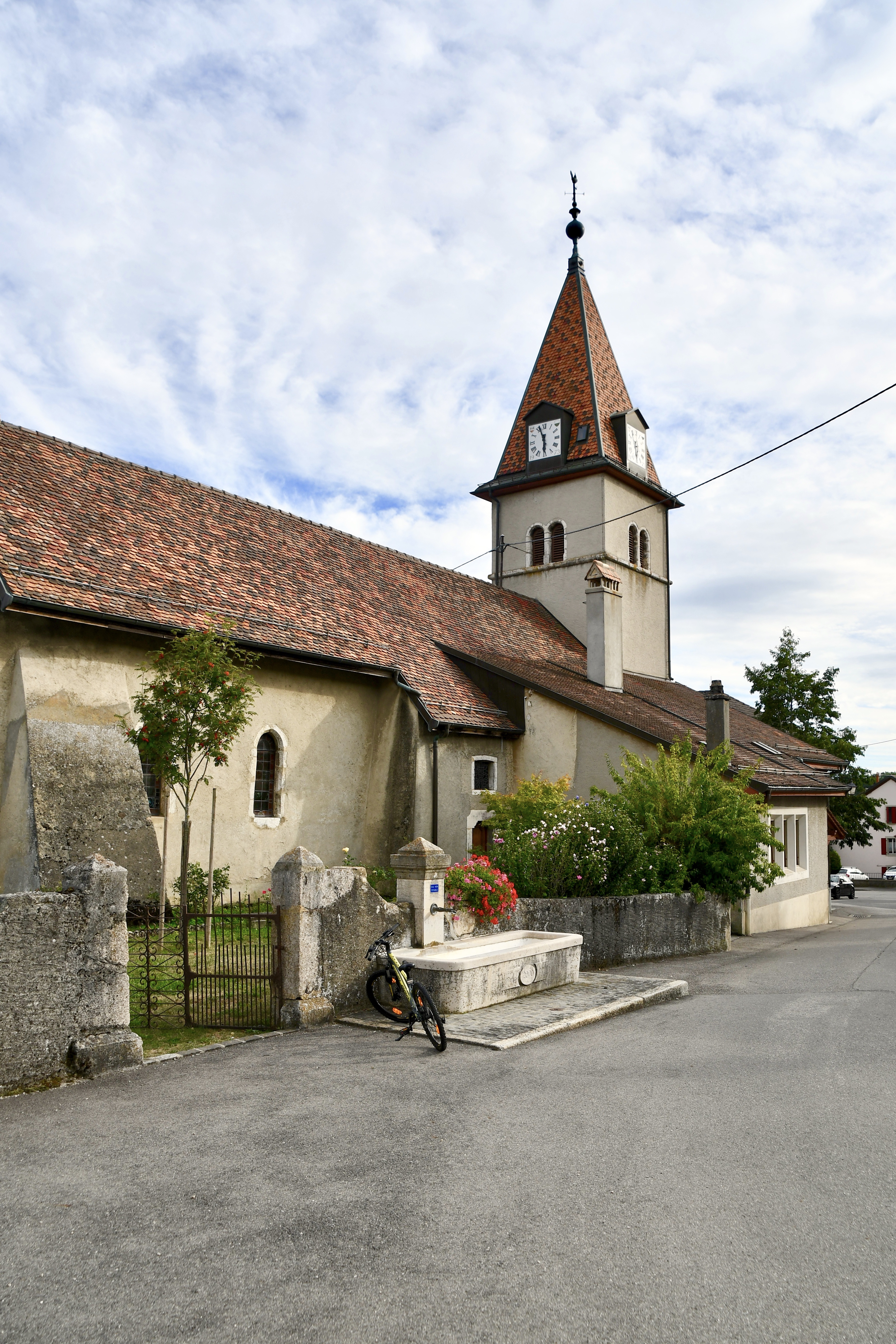
Le temple réformé.

Château, vers 1700, transformé en ferme au début du XIXe siècle.
Temple réformé, ancienne église Saint-Benoît. Certaines parties, notamment le chœur couvert d'une voûte en arc brisé remontent à la fin du Moyen Âge. Rénovation après incendie, le linteau de la porte d'entrée est daté 1900. Restauré par Frédéric Gilliard en 1942-1943. Cloches. Deux d'entre elles sont dues au fondeur François Livremont (1764 et 1772), de Pontarlier, et l'autre est l’œuvre de Pierre-Isaac-Henri Meuron, de Saint-Sulpice (1740). Vitraux (vers 1950-1960) par le peintre peintre verrier François Ribas (1903-1979). L’orgue en tribune (Kuhn) date de 1965.
Cure. La cure médiévale se trouvait dans l'ancien prieuré de la Vierge-Marie, dépendant de l'hospice du Grand-Saint-Bernard, et était contiguë au chœur de l'église. Cet édifice a été démoli vers 1770 au profit du domaine du château, et le seigneur de Bière fournit en échange la cure actuelle. Elle est dite alors « nouvellement réparée », mais sa conception, similaire à celle du château voisin, doit remonter aux alentours de 1700.
Ancienne maison de ville, construite vers 1784, réparée après incendie en 1869.
École (1842-1844) par l'architecte lausannois Henri Perregaux. Le clocher, en façade, n'est pas sans rappeler le temple de Mont-sur-Rolle, dû au même constructeur.
Casernes (1868-1874) par l'architecte David Braillard.
Église catholique (1929).

### Personnalités
- François-Isaac Mayor (1779-1854), médecin et archéologue, né à Bière.
- François Monthoux, sculpteur et peintre, vit à Bière[17],[18],[19]

### Héraldique
| Blason | Blasonnement : « D'argent à trois sapins de sinople mouvant d’une champagne de gueules. » |

Les armoiries communales vaudoises sont soumises à l'approbation du Conseil d'État.